# Бевърли (Масачузетс)
Бевърли (на английски: Beverly) е град в североизточната част на Съединените американски щати, част от окръг Есекс на щата Масачузетс. Населението му е около 39 500 души (2010).
Разположен е на 11 метра надморска височина, на брега на Атлантическия океан и на 26 километра североизточно от цетъра на Бостън. Селището е основано през 1626 година от пуритански заселници и получава името на английския град Бевърли. Днес то е предградие на Бостън.

## Известни личности
Родени в Бевърли
- Джереми Робинсън (р. 1974), писател

Починали в Бевърли
- Джорджо де Сантиляна (1902 – 1974), историк